# Jelena Savojska
Jelena Savojska (crnog. Јелена Савојска, Jelena Savojska, Jelena Petrović-Njegoš; tal. Elena di Savoia; Cetinje, 1872. – Montpellier, 1952.), pretposljednja talijanska kraljica, kći crnogorskoga kralja (knjaza) Nikole I. i Milene Petrović.
Školovala se na Institutu Smoljni u Sankt-Peterburgu. Na balu u povodu krunidbe ruskog cara Nikole II. Romanova u Moskvi, upoznala je budućega supruga Viktora Emanuela III. Savojskoga, princa od Napulja. Vjenčali su se u listopadu 1896. godine.
Bila je 1908. kao talijanska kraljica uključena u humanitarno djelovanje nakon katastrofalnog potresa u Messini (Sicilija) gdje su joj, u znak zahvalnosti, podigli spomenik. Po ocjeni Antuna Radića Jelena je u to vrijeme bila jedina kraljica koja „znade govoriti hrvatski“.
Slomom talijanskog fašizma 1943. dolazi 1946. i do pada Savoja, a Jelena s mužem odlazi u Aleksandriju (Egipat) u egzil. 
Nakon smrti kralja Viktora 1947. godine, kraljica Jelena do kraja života živjela je u Montpellieru.
Za života je, još prije vjenčanja za nasljednika talijanske krune, primila katoličku vjeroispovijest pa je na taj način, uz tisuće okupljenih žitelja Montpelliera i okolice, i pokopana. 
Katolički biskup Montpelliera pokrenuo je postupak proglašenja Jelene Savojske blaženom. Zahtjevi za beatifikaciju Jelene od Crne Gore ponovno su prisutni posljednjih godina.

Imala je petero djece:
- Jolanda Margarita Savojska (1901. – 1986.)

- Mafalda Marija Savojska (1902. – 1944.)

- Umberto II. Savojski (1904. – 1983.)

- Giovanna Savojska (1907. – 2000.)

- Maria Francesca Savojska (1914. – 2001.)

## Vanjske poveznice
- Crnogorska enciklopedija o kraljici Jeleni Savojskoj